# جمال أسعد
هو جمال أسعد عبد الملاك مفكر قبطي مصري وأيضا نائب قبطي في مجلس الشعب المصري لدورتين برلمانيتين 1984 و 1987 وتم تعيينه بمجلس الشعب لعام 2010 بقرار من رئيس الجمهورية. تهاجمه المنظمات القبطية لما يطلقون عليه تعاونه مع الإخوان المسلمين. في حين يقول أسعد أنه لا يمثل المسيحيين بالمجلس، إنما سيكون نائبا عن كل المصريين.

## وصلات خارجية
- مجدى جورج:كلمة إلى الأستاذ جمال أسعد عبد الملاك
- الإخوان وجمال أسعد

1. ↑  النائب المعين جمال أسعد: من قال إننى سأمثل المسيحيين في البرلمان! نسخة محفوظة 19 أبريل 2020 على موقع واي باك مشين. [وصلة مكسورة]